# Vox Mark III
La Vox Mark III es una guitarra eléctrica hecha por la compañía Vox Amplification. El instrumento también se conoce como la Vox Teardrop o "lágrima", debido a que tiene ese aspecto, pero este no es su nombre oficial. La marca Vox produjo tres variantes; una cadena de seis cuerdas (Mark VI), una de nueve cuerdas (Mark IX) y una de doce (Mark XII).

## Historia
En 1962, se introdujo la guitarra Vox Phantom pentagonal, hecha originalmente en Kent, Inglaterra, pero poco después por la compañía EKO de Italia. Un año después, apareció la Vox con forma de lágrima, a la que llamaron Mark VI, cuyo prototipo fue hecho específicamente para Brian Jones, guitarrista y fundador de The Rolling Stones, utilizando un puente con trémolo de una Fender Stratocaster.
La Mark VI, fue lanzada en tres versiones, como cuerdas seis, una cadena de nueve y una cadena de doce. La serie de nueve, tenía tres cuerdas enrolladas y tres pares de cuerdas desenrolladas. 
La guitarra Phantom, recibió un premio internacional al mejor diseño cuando fue lanzada.
A pesar de que Vox suspendió la producción de estas guitarras en los años setenta, copias exactas de los otros modelos VOX Teardrop y están siendo fabricados por Jack Charles de Phantom Guitarworks.
A finales de los años 1990, VOX reeditó versiones de su modelo Lágrima en Estados Unidos. Las manufacturados de la Phantom, Mark III, Lágrimas y Mando Guitars. Los Estados Unidos, hizo guitarras que son considerados por muchos, como la versión más jugables de estos instrumentos que se han hecho en masa.
Para celebrar su 50.º aniversario en 2007, Vox encargó una edición limitada de 100 unidades, que se fabrican en Estados Unidos como: Mark III y "Lágrimas".
Para 2011, VOX ha reintroducido la forma icónica de cuerpo "Lágrima" en su nueva serie APACHE. Estas guitarras cuentan con su estilo original y albergan un amplificador de dos canales, dos altavoces, docenas de patrones de ritmo y un sintonizador de E-String, todos los cuales se construye en el cuerpo del instrumento.

## Mark VI

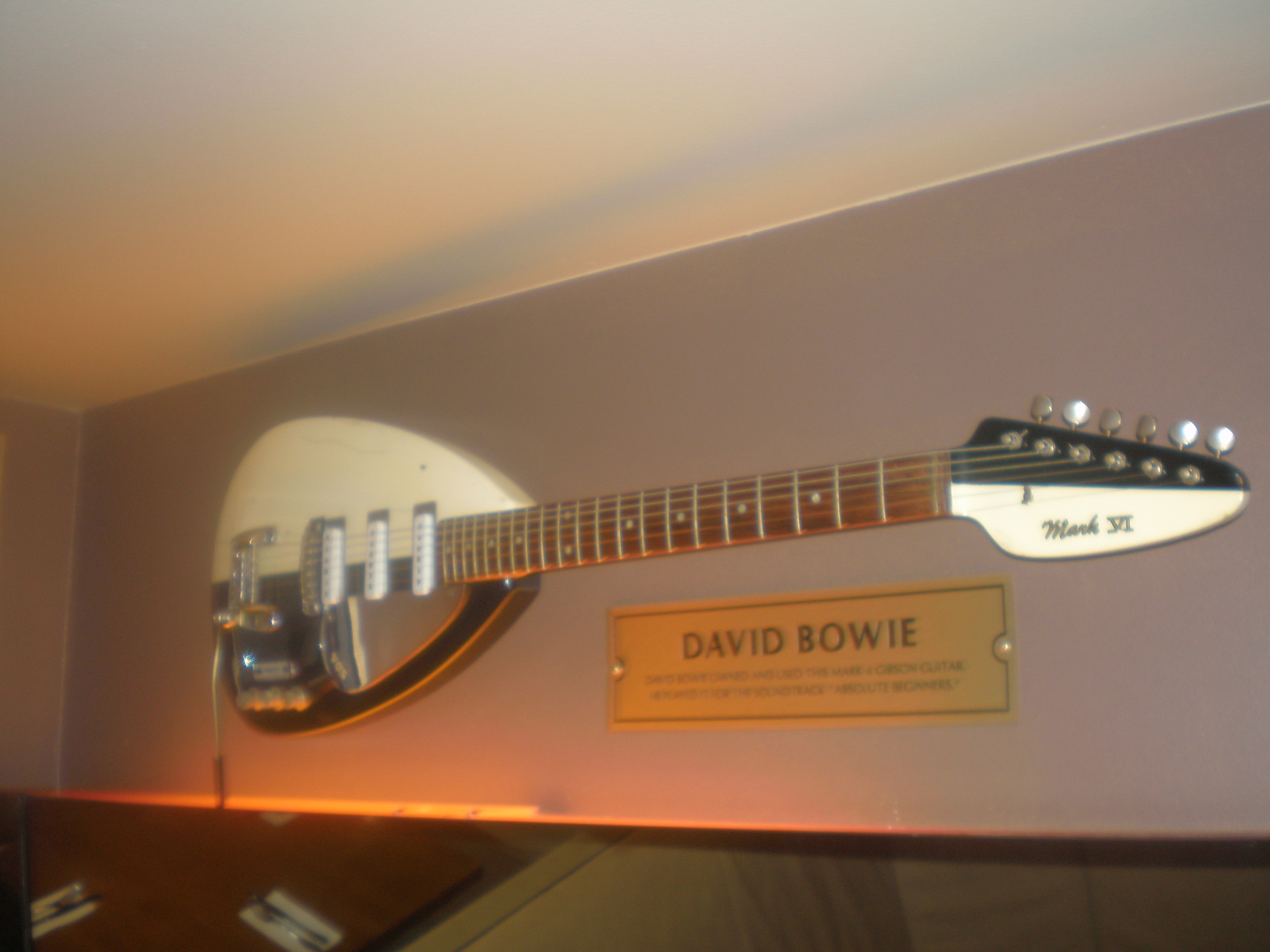
Guitarra Vox de David Bowie, ubicada en el Hard Rock Cafe de Varsovia, 2008.

La Mark VI tenía seis cuerdas, la Mark IX tenía nueve, y la Mark XII tenía doce.

## Mark XII
A mediados de la década de 1960, como el sonido de las guitarras eléctricas de doce cuerdas se hizo popular, Vox introdujo las guitarras eléctrica de doce cuerdas Phantom XII y Mark XII, así como la Tempest XII, también fabricado en Italia, que contó con una carrocería más convencional. Vox produjo un número de otros modelos de 6 y 12 cuerdas de las guitarras eléctricas, tanto en Inglaterra e Italia. Efectos de guitarra pedales, incluyendo una versión temprana del wah-wah, utilizado por Jimi Hendrix y el pedal fuzzbox, utilizado por Jimmy Page de The Yardbirds, también fueron fabricados.

## Vox Phantom
En 1962, Vox también introdujo guitarra pentagonal Vox Phantom, hecha originalmente en Inglaterra, pero poco después de hecha por EKO de Italia, el Mark VI. Esta guitarra se puede ver en el video de Joy Division, «Love Will Tear Us Apart». 